# Koszovói szerbek
A koszovói szerbek képezik a de facto független Koszovó legnagyobb etnikai kisebbségét. 2006-ban 111 300 szerb lakott a területen, így az összlakosság 5,3%-át tették ki.

## Történelmük

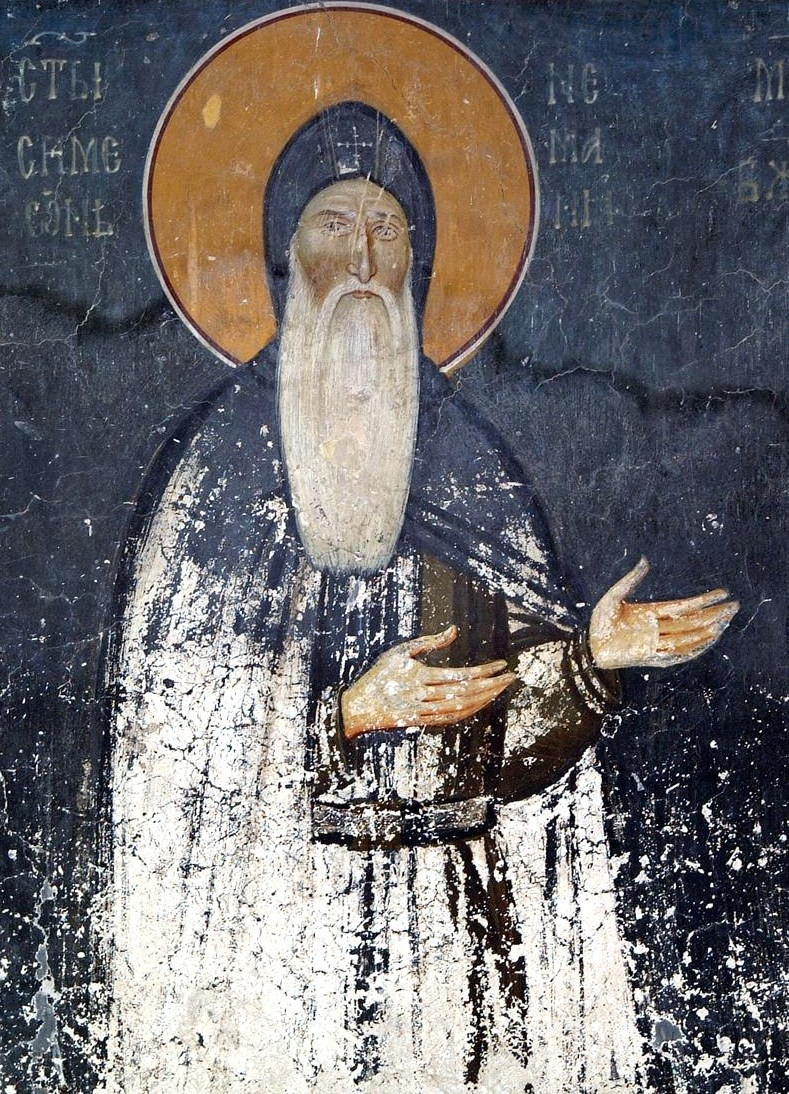
I. Nemanja István, Koszovó meghódítója

Koszovó területén a szláv népesség a 7. század elején telepedett meg, majd nemsokára - több lépésben - felvette a keresztény hitet, az utolsó nagyobb térítési hullámra 874-ben került sor. A terület ekkor Bizánc fennhatósága alatt volt, majd a 8. század végén létrejött itt az első szerb államalakulat (Bizánc vazallusaként), melynek székhelye Destinikon volt, amely feltételezések szerint a jelenlegi Metohija területén feküdhetett.
A 9. század végén, I. Simeon bolgár cár uralkodása idején a teljes terület bolgár fennhatóság alá került. A 10. században Metohija ismét szerb fennhatóság alá került, míg Koszovó többi részéért a bolgárok folytattak háborúkat a Bizánci Birodalommal, ám végül a Bolgár Cárság 1018-as szétverését követően huzamosabb időre Bizánc része lett.
1072-ben Konstantin Bodin, Mihály király fia a helyi bojárok hívására megkísérelte felszabadítani Bulgáriát a bizánci uralom alól. Kezdetben sikereket aratva, Prizrenben III. Péter néven bolgár cárrá koronáztatta magát, de alig egy év múlva kénytelen volt végleg kivonulni újonnan szerzett királyságából az előretörő bizánci seregek miatt.
Ezt követően Koszovó területe egy évszázadig állandó bizánci - szerb harcok színtere volt, míg végül 1165-ben Nemanja István szerb fejedelem indított offenzívát a terület megszerzésére. Majdnem két évtizednyi harc után végül III. Béla magyar király fegyveres segítségével 1183-ban Koszovó teljes területe szerb uralom alá került.
1219-ben II. István szerb király uralkodása idején megalakult az önálló Szerb ortodox egyház, melynek keretében három püspökség jött létre Koszovó területén, Hvosno, Prizren és Lipljan székhelyekkel. A 13. század végére a fő egyházi központot is Peć-be költöztették.
Koszovó történetében új fejezet kezdődött, mikor 1389-ben az oszmán törökök Pristina mellett, az első rigómezei csatában súlyos vereséget mértek az I. Lázár szerb cár vezette keresztény haderőre. Lázár cár maga is elesett a csatában, de az őt legyőző I. Murád sem hagyta el élve a csatateret, ugyanis Miloš Obilić rögtön a csata után meggyilkolta. Az új szultán, I. Bajazid így ekkor még kihasználatlanul hagyta a győzelmet és visszavonult, az egykori Szerb Királyság területén pedig létrejött a Szerb Despotátus, mely csakhamar az Oszmán Birodalom vazallusa lett. 1448-ban a Hunyadi János vezette magyar seregek megkísérelték a törököket kiűzni a térségből, de vereséget szenvedtek a második rigómezei csatában.
1459-ben, Szerbia teljes meghódítását követően az oszmánok annektálták Koszovót is. Az ezt követő időszakban megkezdődött a terület iszlamizálása. A 16. század végén lerombolták a 14. században épített prizreni Szent Arkangyalok monostort, köveit pedig egy mecset építéséhez használták fel. 1532-ben felszámolták a szerb ortodox egyházat, 1557-ben azonban egy szerb származású nagyvezír, Szokoli Mehmed közbenjárására ismét visszaállították.
A 17. század végén, a Szent Liga háborúja során Koszovó is rövid időre keresztény uralom alá került, azonban 1690-ben az oszmánoknak sikerült visszavenni a területet. Emiatt III. Arsenije pátriárka az oszmánok esetleges bosszújától tartva 37 000 koszovói szerb és ortodox albán család élén északnak indult és Magyarország területén telepedett le. Az elköltözött szerb lakosság pótlására muzulmán albánok érkeztek.
1766-ban a Porta ismét megszüntette a peć-i patriarchátust és korlátozta a keresztény lakosság jogait.
Miután Szerbia 1878-ban függetlenné vált, a szerbek törekvései felerősödtek Koszovó Szerbiához való csatolására. Időközben az oszmán uralom alatti albánok körében is mozgalom indult "Nagy Albánia" létrehozására, melynek az eddigre főként albánok által lakott Koszovó is részét képezte volna, sőt a mozgalom éppenséggel Koszovó területéről indult, ahol 1878-ban létrehozták a Prizreni Ligát. Ezt a tervezetet természetesen a szerbek élesen elítélték, a koszovói albánokat "szerbül beszélő albánoknak" tekintve.
1912-ben az első Balkán-háború során Koszovó területét Szerbia foglalta el, míg Metohiját a Montenegrói Királyság annektálta. A szerb hatóságok erőteljes kolonizációba kezdtek a térségben, sok szerb családot költöztettek be az ország más részeiről, ezzel valamelyest javítva a demográfiai arányokat a szerbek javára Koszovóban. Az első világháború lezárása után létrejövő Jugoszlávia révén az 1912 óta Montenegróhoz tartozó Metohija is szerb igazgatás alá került. A két világháború alatti időszakban a szerb lakosság csökkent a térségben az albánok javára.
1941-ben Jugoszlávia megszállását követően Koszovó területének nagyobbik része az olasz megszállás alatt levő Albániához került, kisebbik részét Bulgária és a németek szállták meg. 1943-ban, Benito Mussolini megbuktatását követően a németek átvették az ellenőrzést a teljes terület felett. A háború alatt a szerbek és albánok egyaránt partizánként léptek fel a megszállók ellen, 1944-re elérve a terület felszabadítását.
1946-ban az újjá alakult Jugoszlávián belül Joszip Broz Tito létrehozta az autonóm Koszovó régiót, mely azonban a jugoszláv közigazgatás alapján a Szerb Szocialista Köztársaság részét képezte és mint ilyen, nem rendelkezett tényleges autonómiával egészen a '70-es évekig, mikor is az 1974-es alkotmány alapján szélesebb jogkört biztosítottak Koszovó kormánya számára. Az albán lakosság nagyobbik része azonban inkább a tartomány önálló jugoszláv tagköztársasággá való alakítását szerette volna. Időközben, a '80-as évek elejére az albán lakosság aránya tovább nőtt a szerb lakosság rovására, köszönhetően a magasabb születési rátának. Az 1981-es jugoszláv népszámlálás alapján már csak Koszovó lakosságának mintegy 10%-a volt szerb.
1990-ben a szerb kormány visszavonta Koszovó és a Vajdaság Autonóm Tartomány autonómiáját, a nacionalista politika pedig Jugoszlávia véres széteséséhez vezetett. A Daytoni békeszerződést követően Koszovóban megalakult az albán Koszovói Felszabadítási Hadsereg, mely gerillaháborút indított a jugoszláv hatóságok ellen. Ez vezetett 1998-ban a koszovói háború kitöréséhez. A NATO 1999-es beavatkozását követően a szerb hadsereg kénytelen volt kiüríteni Koszovót (kumanovói szerződés), mely NATO csapatok (KFOR) megszállása alá került. A visszavonuló szerb hadsereggel együtt több ezer szerb nemzetiségű civil is elmenekült Koszovó területéről.

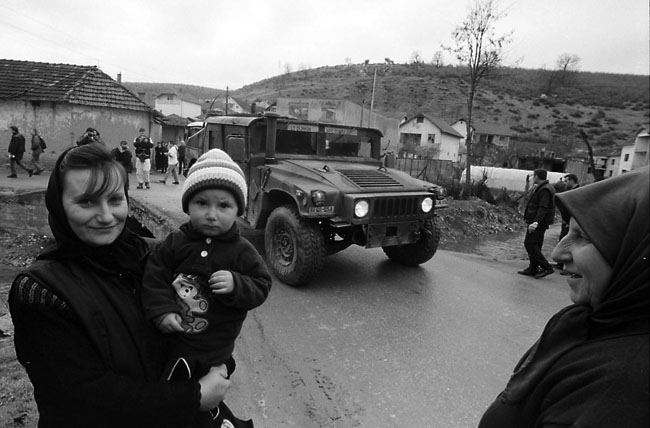
Szerb civileket a KFOR védelmezi a szomszédaik támadásainak fenyegetésétől

Serb civilians being protected by KFOR from the threat of attacks by their neighbors.
A KFOR jelenléte ellenére 1999 után sem szűnt meg az erőszak Koszovó területén. Az albánok részéről gyakran érték támadások a szerb és roma közösséget, időnként pedig nagyobb etnikai konfliktusok is kialakultak, mint például a 2004-es koszovói zavargások, melynek során 11 albán és 8 szerb nemzetiségű személy vesztette életét, 4000 szerb pedig kénytelen volt elhagyni lakóhelyét. Emellett 35 középkori szerb kolostort és templomot rongáltak meg vagy pusztítottak el.
2008. február 17-én Koszovó kormánya egyoldalúan kikiáltotta függetlenségét Szerbiától. Ezt a lépést sem Szerbia, sem a koszovói szerb lakosság nem ismeri el. A függetlenségi kiáltványt követően a szerbek által lakott észak-koszovói településeken zavargások kezdődtek, melynek során a szerbek megakadályozták két észak-koszovói határátkelő, Jarinje és Brnjak koszovói hatóságok és KFOR csapatok általi átvételét. A koszovói rendőrség később is megpróbálkozott a határátkelők elfoglalásával, a 2011-es év folyamán, de a próbálkozás sikertelenül végződött és tartós krízishelyzethez vezetett.

## Népességi adatok

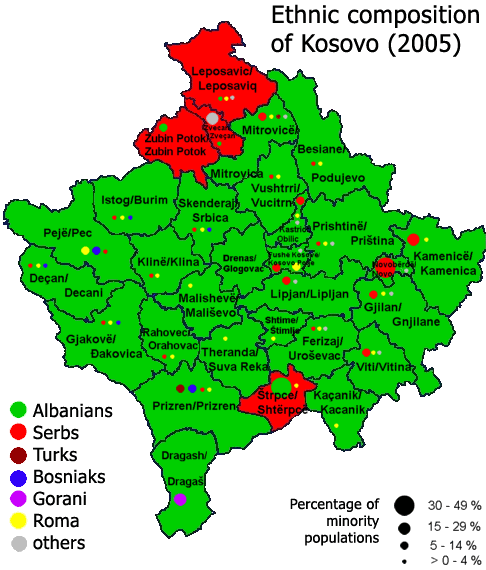
Koszovó lakosságának etnikai összetétele 2005-ben (a szerb lakosságot a piros szín jelöli)

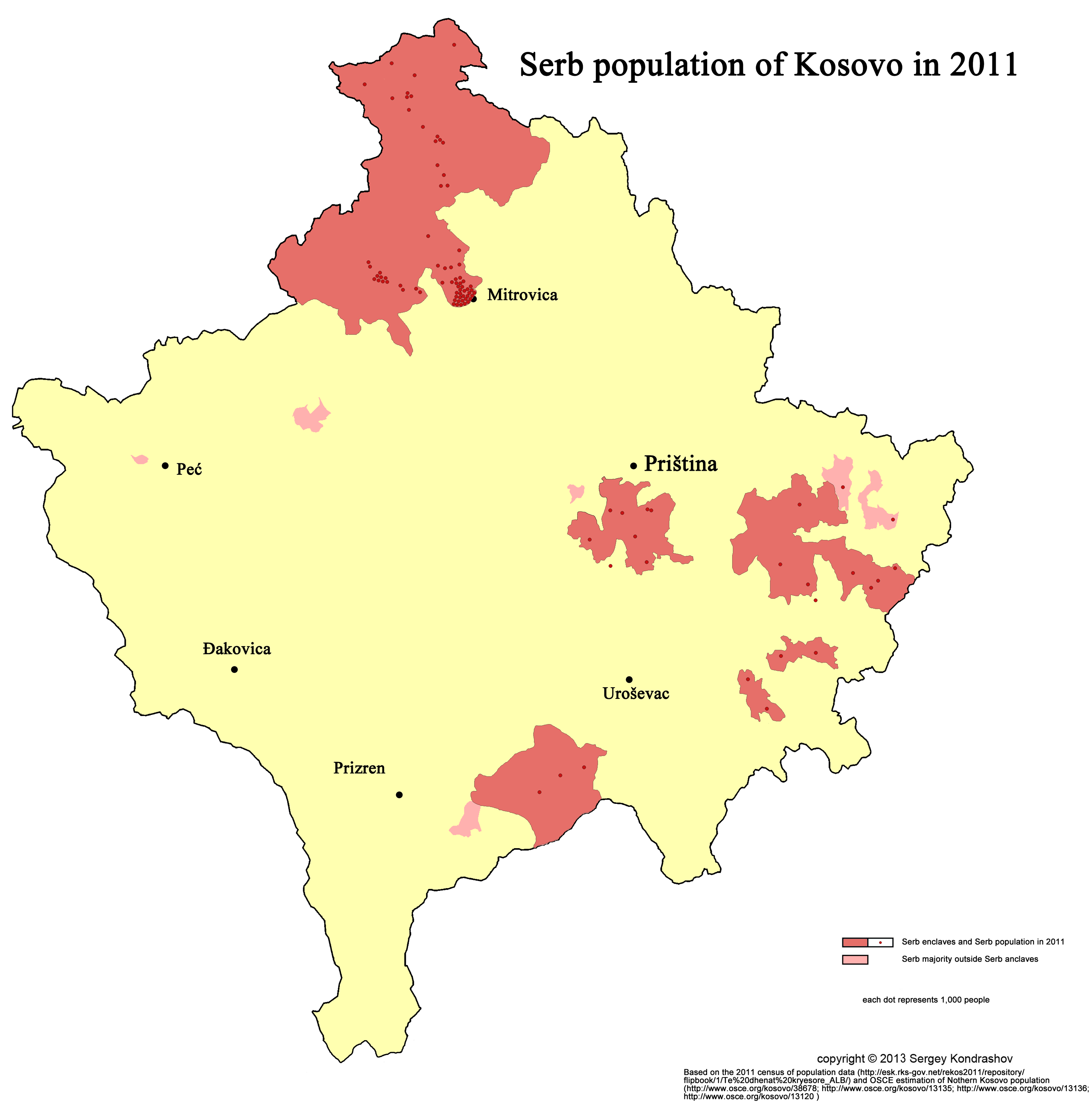
Koszovó szerb lakossága 2011-ben.

A 2006-os koszovói népszámlálás adatai szerint ebben az évben 111 300 szerb nemzetiségű személy élt Koszovó területén, ezzel az összlakosság 5,3%-át téve ki, ezt a népszámlálást azonban több szerb nemzetiségű lakos is bojkottálta. Az észak-koszovói térségben azonban a szerb lakosság abszolút többséget alkot, itt 95% körüli az arányuk.
Az 1991-es népszámlálás idején a szerbek öt községben alkottak többséget Koszovó területén, ezek az észak-koszovói Leposavić, Zvečan és Zubin Potok, illetve a Pristina melletti Novo Brdo és a dél-koszovói Štrpce. Ezeken kívül még több más koszovói faluban is éltek/élnek szerb nemzetiségű személyek, illetve Kosovska Mitrovica város Ibar folyótól északra fekvő része is többségében szerb lakosságú.